# Zaccaria Canal
Zaccaria Canal (Venezia, 25 ottobre 1685 – Venezia, 27 marzo 1746) è stato un politico e diplomatico italiano, al servizio della Repubblica di Venezia.
Nacque dai patrizi Gerolamo Canal e Marina Vendramin. Dopo aver ricoperto alcune cariche di scarsa importanza, il 31 marzo 1716 divenne savio di Terraferma venendo riconfermato nei sei anni successivi salvo il 1718.
Nel 1724 ebbe un ulteriore ruolo di rilievo come ambasciatore nel Regno di Spagna. Si distinse come diplomatico attento alle vicende spagnole e europee e cercò di incentivare i commerci veneziani nella penisola che erano ormai quasi completamente scomparsi. Tentò anche di insediare consoli veneziani ad Alicante e a Cadice, ma nella prima finì un genovese e per l'altra nessuno accettò l'incarico.
Nel 1727 fu inviato in Francia. Questa carica non fu favorevole alla carriera politica del Canal: l'ambasciata di Parigi aveva perso il suo prestigio poiché la Serenissima aveva da tempo assunto un atteggiamento neutrale nei confronti del Regno. Si limitò così a un ruolo di osservatore, inviando numerosi e precisi dispacci sui negoziati tra Gran Bretagna e Spagna attorno applicazione del trattato di Utrecht e sugli attriti tra Impero e Paesi Bassi circa i commerci con le Indie intrapresi dalla città Ostenda. Altre notizie riguardano la situazione religiosa francese, con le polemiche nate dalla bolla Unigenitus rifiutata dal cardinale Louis-Antoine de Noailles. In ogni caso, era molto deluso dall'inattività della corte francese e in un messaggio del 1728 affermò che la "sterilità di notizie" era tale che non sapeva di che scrivere al Senato. Chiese quindi di essere richiamato, ma fu sostituito solo nel 1730.
Rieletto subito savio del Consiglio, nello stesso anno ottenne l'incarico diplomatico tanto atteso: venne inviato a Roma proprio quando la Santa Sede stava per concedere la franchigia ad Ancona per favorirne i commerci, cosa che avrebbe concorso con gli interessi veneziani. Il Canal si oppose con il massimo dell'impegno e dimostrando una notevole perizia, ma la sua azione non diede gli esiti sperati. In quest'occasione ebbe modo di conoscere papa Clemente XII, del quale lasciò un'interessante descrizione "politica" in uno dei suoi dispacci.
Tornato a Venezia sul finire del 1731, fu ancora coinvolto nella vita politica locale come savio del Consiglio (1732), provveditore sopra monasteri (1742), savio alla Mercanzia (1743) e, infine, procuratore di San Marco de ultra.